# حوض الخليج الجليدي
حوض الخليج الجليدي يقع حوض الخليج الجليدي في جنوب شرق ألاسكا، في الولايات المتحدة، الخليج الجليدي والجبال والأنهار الجليدية المحيطة به، والذي تم إعلانه لأول مرة كنصب تذكاري وطني أمريكي في 25 فبراير 1925، والذي تم توسيعه وتعيينه لاحقًا في 2 ديسمبر 1980. باعتباره حديقة ومحمية الخليج الجليدي الوطنية بموجب قانون الحفاظ على أراضي المصلحة الوطنية في ألاسكا، وتغطي مساحة قدرها 3،283،000 فدان (1،329،000 هكتار).

## اليونسكو
في عام 1986، أعلنت اليونسكو مساحة 57000 فدان (23000 هكتار) ضمن محمية المحيط الحيوي العالمية. هذا هو أكبر محيط حيوي محمي من قبل اليونسكو في العالم. في عام 1992، أدرجت اليونسكو هذه المنطقة كجزء من موقع التراث العالمي، وتمتد على مساحة 24،300،000 فدان (98،000 كم2) والتي تضمنت أيضًا منطقة رانجل سانت. منتزه إلياس الوطني، ومنتزه ومحمية كلوان الوطنية ومنتزه تاتشينشيني-ألسيك (كندا). تم أيضًا تخصيص جزء من الحديقة الوطنية كمنطقة برية تغطي 2،658،000 فدان (1،076،000 هكتار).

## التضاريس
تغطي الأنهار الجليدية الحالية مساحة قدرها 1375 ميل مربع (3560 كيلومتر مربع) وتمثل 27% من مساحة المنتزه. حتى أوائل القرن الثامن عشر الميلادي، كانت المنطقة عبارة عن نهر جليدي كبير من الجليد الصلب. وقد تراجعت منذ ذلك الحين وتطورت لتصبح أكبر حديقة مائية محمية في العالم. كان الخليج الجليدي، الواقع على خليج ألاسكا، يُعرف باسم نهر المحيط الهادئ الجليدي الكبير، ويبلغ سمكه حوالي 4000 قدم (1200 متر) وعرضه حوالي 20 ميل (32 كم).
على مدار الـ 200 عام الماضية، انحسرت الأنهار الجليدية، لتكشف عن 65 ميل (105 كم) من المحيط، وفي هذه العملية تركت 20 نهرًا جليديًا منفصلاً في مسارها. في عام 1890، أطلق الكابتن ليستر إيه بيردسلي من البحرية الأمريكية اسم "حوض الخليج الجليدي" على الخليج. تم إعلانه لأول مرة كنصب تذكاري وطني للولايات المتحدة في 25 فبراير 1925، من قبل الرئيس كالفين كوليدج.
يحتوي الخليج الجليدي على العديد من الفروع والخلجان والبحيرات والجزر والقنوات والمضيق الجليدي والتي تحمل آفاق الاستكشاف العلمي والعلاج البصري. وبالتالي، تحظى المنطقة بشعبية كوجهة للسفن السياحية خلال موسم الصيف. ومع ذلك، هناك قيود تفرضها خدمة المتنزهات الوطنية على عدد السفن التي يمكن أن تعمل في يوم واحد إلى سفينتين سياحيتين، و3 قوارب سياحية، و6 سفن مستأجرة، و25 سفينة خاصة. استقبل الخليج ما معدله حوالي 443،975 زائر ترفيهي سنوي في الفترة من 2012 إلى 2021، مع 89،768 زائر في عام 2021. وفقًا لتصنيف السياحة، فإن أفضل وقت لزيارة خليج ومحمية غليسر الوطنية الوطنية هو من منتصف يوليو إلى منتصف أغسطس لممارسة الأنشطة في الطقس الدافئ.

## روابط خارجية
- Map of National Park Service
- DuFresne، Jim (1987). Glacier Bay National Park: a backcountry guide to the glaciers and beyond. The Mountaineers Books. ISBN:0-89886-132-2. مؤرشف من الأصل في 2020-08-03. اطلع عليه بتاريخ 2010-11-15.